# Наташкуан
 Тази статия е за реката в Канада.  За селището вижте Наташкуан (селище).  
Наташкуан (на английски: Natashquan River; на френски: Rivière Natashquan) е река в Източна Канада, най-източната част на провинция Квебек и югозападната (континентална) част на провинция Нюфаундленд и Лабрадор, вливаща се от север в залива Сейнт Лорънс. Дължината ѝ от 410 км ѝ отрежда 90-о място сред реките на Канада.
Река Наташкуан изтича от малко безименно езеро (на 621 м н.в.), разположено в югозападната (континентална) част на провинция Нюфаундленд и Лабрадор. До навлизането си в провинция Квебек реката тече на югоизток, а след това на юг, като по течението ѝ има десетки дефилета, прагове и бързеи. Влива се в северната част на залива Сейнт Лорънс до малкото градче Пойнт Парен.
Площта на водосборния басейн на Наташкуан е 16 100 km2.
Многогодишният среден дебит в устието ѝ е 410 m3/s, като максимумът е през месеците юни и юли, а минимумът – през януари и февруари. От ноември до април реката замръзва.
Устието на Наташкуан е открито през лятото на 1534 г. от френския мореплавател Жак Картие по време на първото му плаване към бреговете на Северна Америка.
Първото, макар и грубо картиране на цялото течение на реката е извършенопрез 1684 г. от френския пътешественик Луи Жолие.
През 1710 г. компанията „Хъдсън Бей“, търгуваща с ценни животински кожи, основава в устието на реката търговски пункт (фактория), който през 1914 г. е закрит поради нерентабилност.